# Cryptyma lobata
Cryptyma lobata är en mångfotingart som beskrevs av Chamberlin 1943. Cryptyma lobata ingår i släktet Cryptyma och familjen fingerdubbelfotingar. Inga underarter finns listade i Catalogue of Life.